# Изабела от Ено
Изабела от Хенегау (на френски: Isabelle de Hainaut; * 23 април 1170, Валансиен; † 15 март 1190, Париж) е от 1180 г. кралица на Франция чрез брака си с Филип II Август.

## Произход
Тя е най-възрастната дъщеря на граф Балдуин V от Ено и Намюр (1150 – 1195) и Маргарета I Фландърска (1145 – 1194), сестрата на бездетния граф Филип I от Фландрия. Нейните братя Балдуин I и Анри (Хенрих) (* 1176, † 1216) са латински императори на Константинопол, а Филип I e маркграф на Намюр. Сестра ѝ Йоланда е съпруга на Пиер дьо Куртене, латински император на Константинопол.

## Кралица на Франция
Изабела се омъжва на десет години на 28 април 1180 г. в абатство Св. Тринитé при замъка Бапом за тронпринца Филип II, от династията на Капетингите, от епископите Роже от Лаон и Анри от Сенлис. Той е син на крал Луи VII Младия и Адел дьо Блоа-Шампан, дъщеря на граф Тибо II (IV) Шампански Велики и Матилда Каринтийска. За зестра тя получава Графство Артоа и други територии във Фландрия. На 29 май 1180 г. тя е коронована от архиепископа на Сенс. След смъртта на Луи VII на 19 септември същата година тя става кралица на Франция.
Всички предишни съпруги на капетингските крале, с изключение на Ана Киевска, произхождат от Карл Велики. Изабела също произхожда от Карл Велики, тъй като родителите ѝ водят своето родословие от нещастния конкурент на Хуго Капет, херцог Карл I Лотарингски, брат на крал Лотар.
Кралица Адел вижда в брака на сина си с наследницата на Артоа - Изабела от Ено, заплаха за властта си. Затова привлича на своя страна херцог Хуго II Бургундски и граф Филип I Фландърски. През 1181 г. заговорите на Адел предизвикват война с Фландрия, в която бащата на Изабел подкрепя враговете на френския крал. Това влошава отношенията между Филип и съпругата му Изабел. През същата година синът на Адел прави постъпки за развод.
Така през 1183 година Филип II Август, също бързащ да има наследник, мисли да се разведе с Изабела. През март 1184 година той решава да се разведе и събира в Санлис събор от прелати и сеньори, за да си кажат мнението по този повод. Изабела в това време, както разказва летописецът Жилбер дьо Монс, боса и облечена в одежда на каеща се грешница, пеша обикаля църквите на града и умолява за помощ Бога и гражданите на Париж, които я обичат заради великодушието ѝ. Народът се застъпва за нея, а Филип Август отстъпва и съхранява брака си.
Първото дете на Изабела се ражда на 5 септември 1187 г. По-късно то става крал на Франция под името Луи VIII Лъва (1223 – 1226). Тя ражда на 14 март 1190 г. синове близнаци, които умират четири дена след раждането. Изабела умира на 15 март 1190 г. един ден след раждането на двете деца. Тя е погребана в златотъкани одежди в Нотърдам дьо Пари от епископа на Париж Морис дьо Сюли, в отсъствието на Филип II.

- Изабела при раждането на Луи VIII
- Надгробна плоча на Изабела